# Кривошеїн Олександр Васильович
Кривошеїн Олександр Васильович (31(19).07.1857–28.10. 1921) — державний і політичний діяч. 

## Життєпис

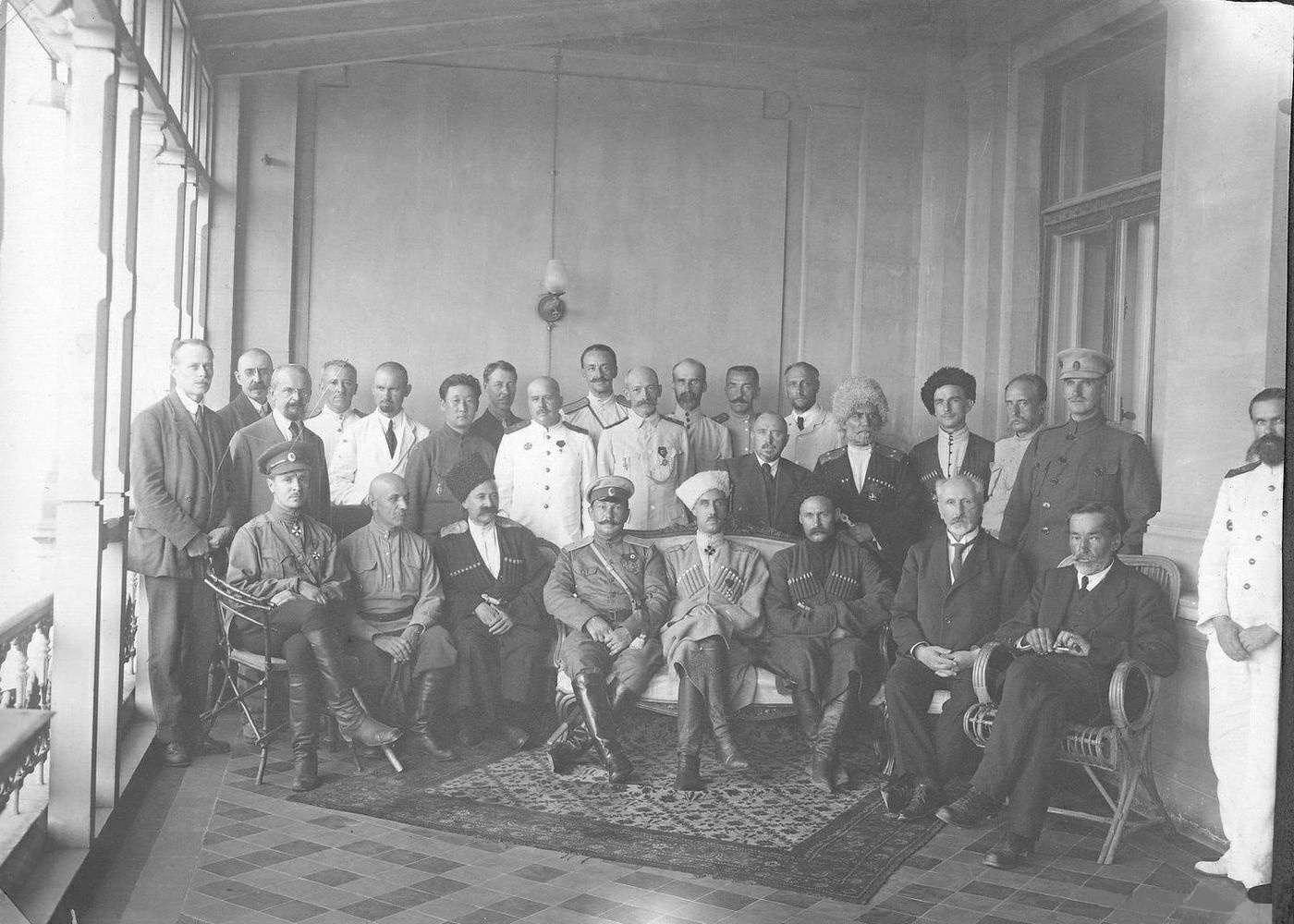
22 липня 1920, Севастополь. Сидять (зліва направо): начальник штабу Шатилов, Астраханський отаман Ляхов, Терський отаман Вдовенко, Донський отаман Африкан Богаєвський, Головнокомандувач Петро Врангель, Кубанський отаман Василь Іванис, голова уряду Олександр Кривошеїн, в.о. голови Донського уряду Корженевський

Народився у Варшаві в родині Василя Федоровича (1829—1894; сина селянина-кріпака; почав службу солдатом, дослужився до підполковника артилерії) та Юлії Федорівни (до шлюбу Яшинської, зі збіднілого польського шляхетського роду). Закінчив Варшавську гімназію. Навчався в Петерб. ун-ті, спочатку на фізико-мат., потім — на юрид. ф-ті, де отримав ступінь кандидата права. Деякий час працював юрисконсультом Донец. кам'яновугільної залізниці, що 1882 була викуплена д-вою в С.Мамонтова. 1884–85 — у Мін-ві юстиції Рос. імперії. 1887 отримав призначення у Земський від. МВС. 1892 одружився з Оленою Карповою (1870—1942; внучкою мільйонера Т.Морозова). 1893 в його сім'ї народився син (у наступні роки — 1894, 1899, 1900, 1904 — іще 4 сини). Зі створенням 1896 Переселенського управління — пом. нач., а від 1904 — нач. цього управління. Від 18 (6) жовт. 1906 — товариш (заст.) міністра фінансів Рос. імперії. Від 3 черв. (21 трав.) 1908 до 8 листоп. (26 жовт.) 1915 — головноуправляючий землеустроєм і землеробством. Займався практичним здійсненням Столипінської аграрної реформи. У роки Першої світової війни очолював групу міністрів, які намагалися спиратися на підтримку ліберальної громадськості й враховувати в діяльності царського уряду позицію Прогресивного блоку. Від листоп. 1915 був головноуповноваженим рос. т-ва Червоного Хреста в районі бойових дій.
У різні роки був нагороджений: орденом св. Станіслава 3-го (1889), 2-го (1891) та 1-го ст. (1906), орденом св. Анни 1-го ст. (1908), орденом св. рівноапостольного кн. Володимира 2-го ст. (1912), орденом Білого Орла (1913), орденом св. кн. Олександра Невського (1915).
Після Лютневої революції 1917 звільнився зі служби, очолив правління моск. фірми «Товарищество Морозов и К». Після укладення Брестського мирного договору РСФРР з державами Четверного союзу 3 березня 1918 весною 1918 очолив у Москві «Правий центр», що об'єднував консервативних політиків, які орієнтувалися на співпрацю з Німеччиною. З початком «червоного терору» змушений був у лип. цього ж року перебратися до Києва. Співпрацював з Білим рухом. Був головою Ясської конференції країн Антанти 1918, став одним з організаторів антибільшовицької «Ради державного об'єднання Росії». У груд. 1919 — лют. 1920 був назначений нач. управління постачання Уряду при головнокомандуючому А.Денікіні. Після евакуації білих з Новоросійська (нині місто Краснодарського краю, РФ; берез. 1920) виїхав до Стамбула, потім — у Францію. 2 черв. 1920 на запрошення ген.-лейтенанта П.Врангеля прибув у Севастополь. 19 черв. призначений пом. головнокомандуючого Російської армії з цивільних справ. Керував проведенням аграрної реформи, спрямованої на передачу селянам землі за викуп (за частину майбутніх врожаїв). Після поразки білих емігрував.
Жив у Великій Британії, Франції, Німеччині.
Помер у м. Берлін (Німеччина).